# Henrik von Cöllen
Henrik von Cöllen var en tysk murarmästare från Tyskland verksam under Gustav Vasa i både Sverige och Finland.
Han blev föremål för spioneri av Peder Svenske för att utröna trohetsgraden hos von Cöllen. 1536 anmodade Gustav Vasa befallningsmannen i Kalmar, Jöns Nilsson, som begärt en vallmästare vid byggnationen där att vända sig till von Cöllen, efter han utgivit sig för en byggmästare. Redan samma år kallades von Cöllen till Stockholm och Gripsholm. Mellan 1537 och 1545 var han oavbrutet verksam som arbetsledare vid Gripsholm. Under tiden här tycks han ha varit uppskattad av kungen. Han fick bland annat en tomt i Strängnäs och ökade avlöningsförmåner.
1545 placerades von Cöllen i Uppsala, och hans popularitet hos kungen började minska. Han anklagades för att vara långsam och oskicklig. 1551 ersattes han som byggmästare i Uppsala av Påvel Schütz, och fick efter detta mindre uppdrag i Strängnäs 1556–1557. 1558 överläts han av kungen till sonen Johan, för vilken han arbetade vid Åbo slott i Finland, Nyenskans, Tavastehus och "Nyslott", (förmodligen Olofsborg). År 1569 lades vid förborgens sydöstra hörn på Åbo slott grunden till den stora nya rundel som ännu existerar och är ett av slottets märkligaste byggnadsminnen. I sitt arbete »Ur Åbo slotts byggnadshistoria» (1901) uppger Jac Ahrenberg, att von Cöllen ehuru nu en man å över sextio års ålder, skulle ha kallats att biträda vid detta bygge. Uppgiften kan ej verifieras i konungens tryckta byggnadsbrev eller i de av Ahrenberg avtryckta slottsräkenskaperna men förefaller därför ej osannolik. Rundlar var synbarligen Cöllens specialitet, och han har tydligen bidragit till deras införande i Sverige. De byggdes under Vasatiden på två sätt, nämligen dels som låga, postejartade anläggningar i utanverks- eller förborgshörn, dels som högre, från själva borgbyggnaden utspringande hörntorn. Den i Åbo tillhörde det förra slaget och uppfördes till en höjd av 13 alnar i tre icke övervälvda våningar men mätte i tvärsnitt ej mindre än 40 alnar och hade cirka 10 alnar tjocka murar. Taket var och är fortfarande ett runt tälttak utan lanternin. Om von Cöllen, innan han eventuellt grep sig an med detta arbete, varit över till Sverige, är inte bekant.
Under det ökande byggandet av slott och annat i Sverige visade det sig att von Cöllen bara var en ålderstigen medeltida murarmästare, som saknade möjlighet att ta in de nya impulserna kring slottsbyggande från kontinenten.
Henrik von Cöllen belönades 1542 med förläning av Strängnäs stad med all årlig skatt, konungs- och biskopssakören och andra utlagor.
Det har antagits, att en i hertig Karls tjänst anställd Klaus von Cöllen, adlad 1571, skulle vara Henrik von Cöllens son.